# Giovan Battista Deti
Giovan Battista Deti (Firenze, 1539 – Firenze, 1607) è stato un letterato italiano.

## Biografia
Intimo di Benedetto Varchi e di Leonardo Salviati, fu uno dei cinque membri fondatori e primo arciconsolo (1584) dell'Accademia della Crusca. Il suo soprannome nell'Accademia era "Sollo".
La pala, ancora conservata all'Accademia, riporta il suo motto ripreso come quello degli altri da versi di poeti: "Così la mia durezza fai ir solla".
Nel 1585 era consolo dell'Accademia Fiorentina.